# Borr

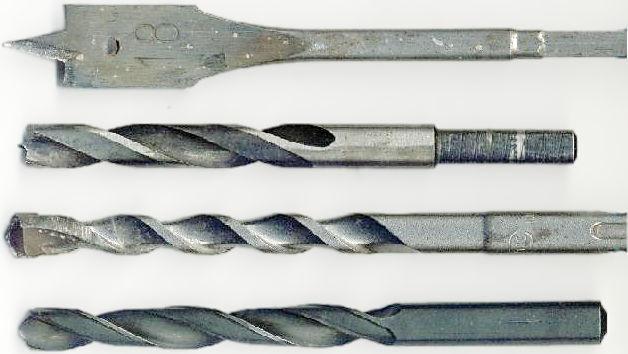
Olika sorters borrhuvuden/borrkronor: överst en centrumborr, därunder tre spiralborrar.

Borr (i bestämd form borren men även borret) är ett spånbrytande verktyg för att göra (huvudsakligen) cylindriska hål. Borret är oftast försett med en spiral eller annan mekanism för att transportera bort spån. Skaftet på borret är den del som sätts in i borrspindeln och spänns åt genom ett spännfoder som kallas borrfoder (jämför tyska: Bohrfutter) eller borrchuck (efter engelska: drill-chuck). Den aktiva roterande delen av en borr eller en stålstång för bergborrning kallas borrstål. Själva drifen kan vara handdriven, kallad handborr, eller maskindriven, kallad maskinborr eller borrmaskin.
För borrning i sten är borret dock normalt inte spånbrytande, såsom bergborrar eller murborrar. De senare kan istället ha en egg eller eggkrans som i stället bryter sönder stenmaterialet.
För träbearbetning är spiralborrar vanligast. För borrning av hål i träets längdriktning användes tidigare ett pinnborr eller skedborr, med endast en skålformig egg. Snäckborret är en mellanform mellan spiralborr och pinnborr. Borrmaskiner använder ofta i stället ett centrumborr. I äldre tid innan spiralborren introducerades användes ofta ett smitt spets- eller plattborr.

## Materialval

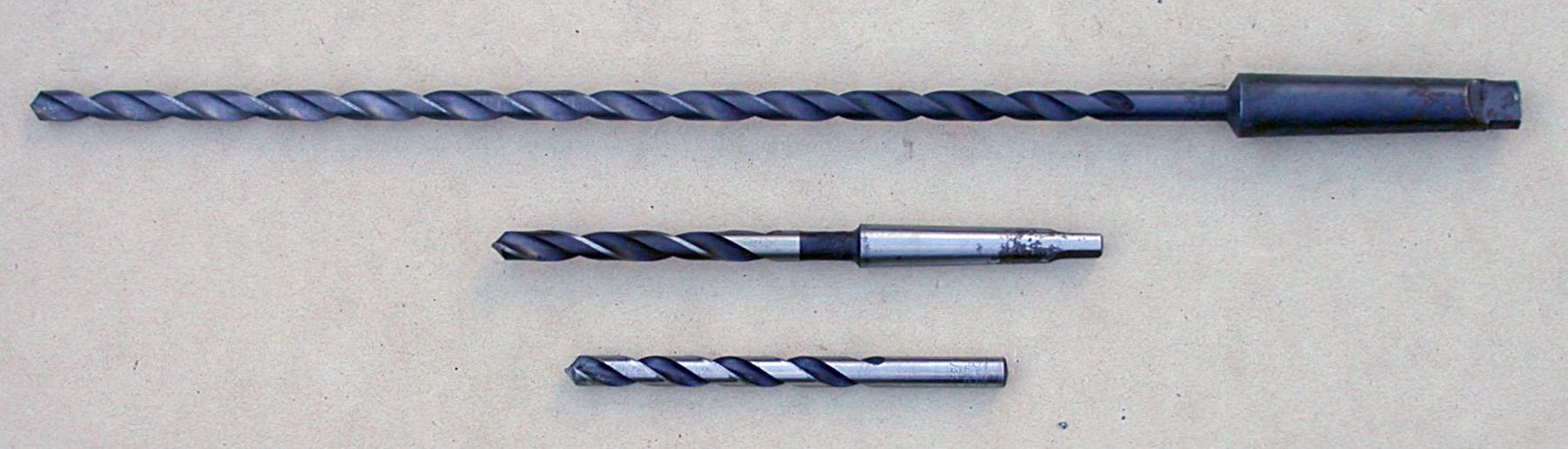
Olika typer av metallborr:
-Långhålsborr
-Borr med morsekona
-Borr med cylindriskt skaft

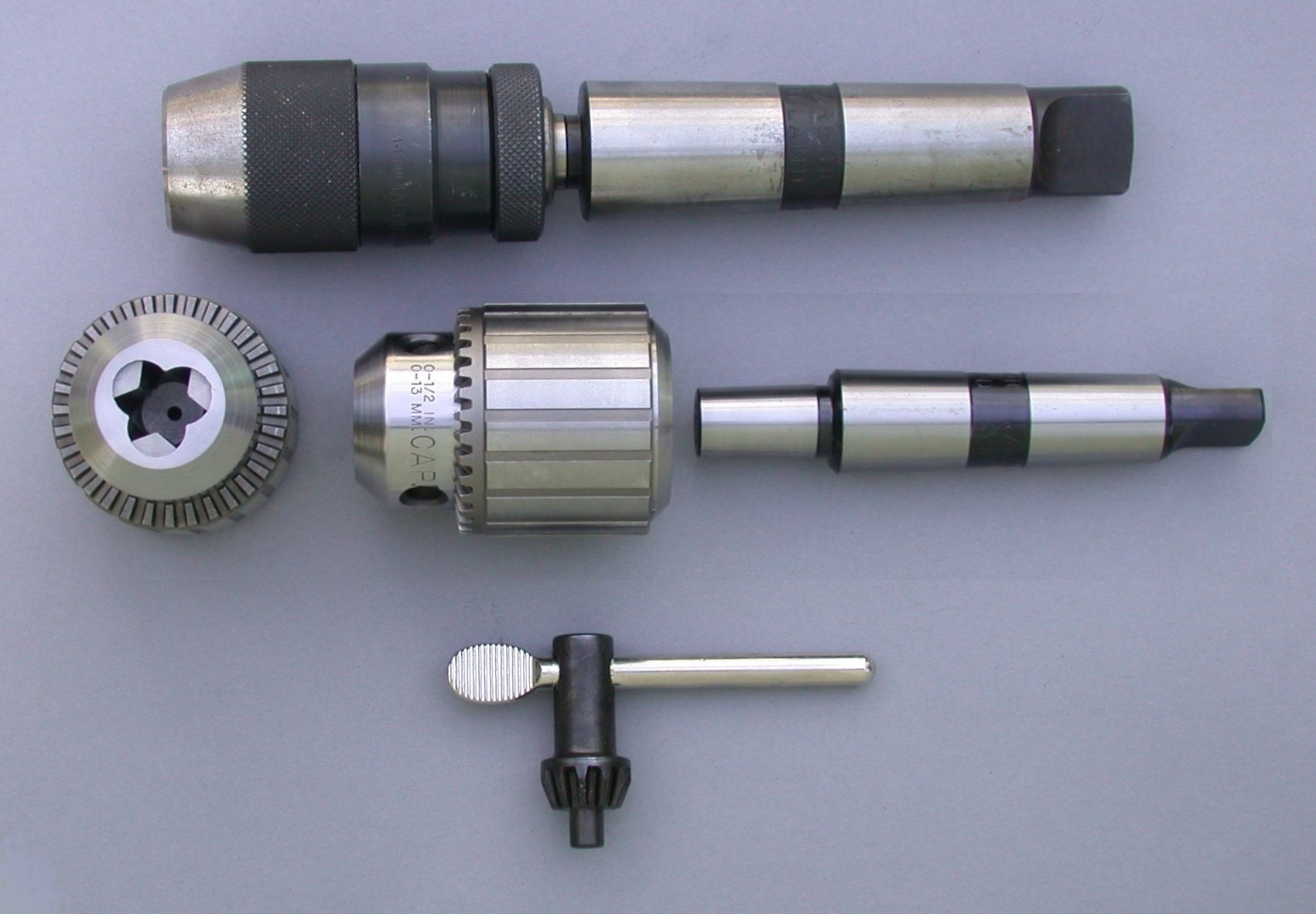
Exempel på olika borrchuckar.

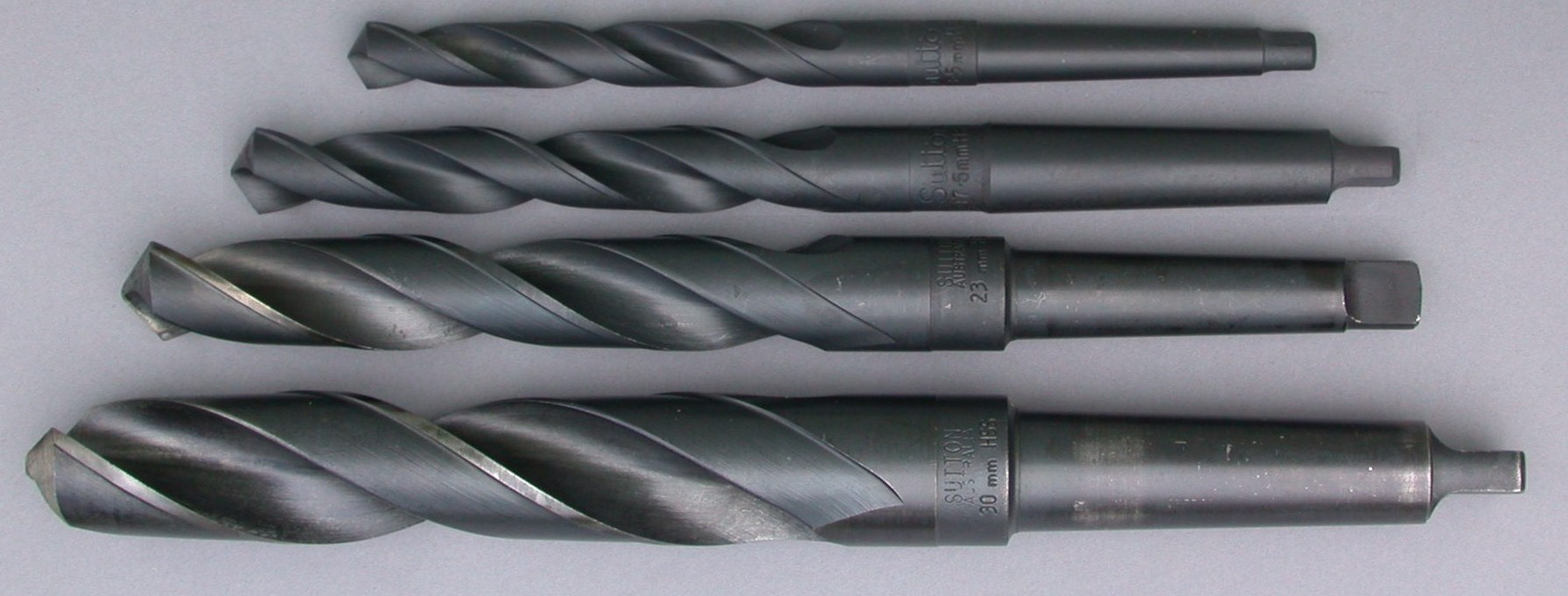
Borr med morsekona.

Materialet i borrverktygen är anpassat till det material som ska bearbetas. Till metall är det vanligast med snabbstål, till betong och sten stål eller snabbstål med någon form av hårdmetallspets, till trä går det bra med mjukare stål som kan skärpas med fil.
Borr kan skärpas ett antal gånger i skärzonen, i princip så länge borret har tillräcklig längd för ändamålet, eller tills styrkanterna är utslitna. Dessa kan normalt inte skärpas, då det medför att diametern blir mindre.

## Chuck och morsekona
Snabbchuck som spänns för hand, och chuck med nyckel för större vridmoment.
I en pelarborrmaskin är spindeln vanligen försedd med en invändig morsekona. Chuckarna på bilden till höger är avsedda för cylindriska borr, och har båda morsekona som finns i olika storlekar i ett standardsystem. Maximal borrstorlek är vanligen 13 mm. Större borr är oftast försedda med morsekona.
Handhållna maskiner har oftast en chuck som är monterad med annan typ av kona (ej morse) och gänga eller enbart gänga.

## Borrvinklar

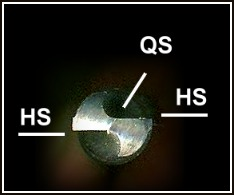
Borrspets med huvudskär (HS) och tvärskär (QS)

Spiralvinkel, skärvinkel, släppningsvinkel på borr är avpassade till det material de ska arbeta med. Då olika material medför olika typer av borrspån, (avverkat material), är spiralvinkeln avpassad till effektiv spånutmatning till respektive material. Det är viktigt vid slipning att huvudskären är lika långa för att borret inte ska utsättas för radiella krafter och därmed pendla och "borra för stort."

## Rotationsriktning
Normalt vrider sig borrverktyget medurs, om man står "bakom" borren. Men det finns även borr med vänsterspiral av praktiska skäl i tillverkningsindustrins flerspindliga maskiner. Det spar utrymme om man kan driva varje spindel med en serie av kugghjul, och då växlar ju var spindel i drivkedjan rotationsriktning.

## Skärvätska
Då borrning medför friktionsvärme använder man olika typer av skärvätska för att; kyla, smörja och rena arbetsområdet för att öka verktygens livslängd och höja kvalitén på det borrade hålet.
- Stål; blandning av emulgerbar olja och vatten (blandningsförhållande cirka 1:15), alternativt speciell skärolja.
- Aluminium; som ovan eller rödsprit.

## Typer
- Betongborr
- Borrmaskin (maskinborr)
- Borrsväng (borrvev)
- Bröstborr
- Centrumborr
- Drillborr
- Fasonborr
- Fretborr
- Handborr
- Isborr
- Navare
- Pelarborr
- Pimpelborr
- Pinnborr
- Plattborr
- Skedborr
- Slagborr
- Snäckborr
- Spetsborr
- Spikborr
- Spiralborr
- Svickborr
- Tappborr
- Tillväxtborr
- Vrickborr (vridborr, vredborr)
- Växelborr